# Rabbinsk litteratur
Rabbinsk litteratur, i bred bemärkelse, kan sägas innefatta alla rabbinska skrifter under den judiska historien. Ofta avses dock rabbinlitteraturen från Talmuderan, det vill säga inte rabbinlitteraturen från medeltiden och inte heller mer moderna rabbinska skrifter. Särskilt gäller detta inom den akademiska forskningen. Begreppet rabbinsk litteratur motsvarar då det hebreiska begreppet Sifrut Hazal (hebreiska: ספרות חז"ל). 